# Iniciativa Verde
Zelená iniciativa (španělsky Iniciativa Verde) je argentinská politická strana prosazující zelenou politiku. Je členem Americké federace zelených stran a Global Greens.

## Historie
Strana byla založena v roce 2006 Juanem Manuelem Velascem. Tento politik byl v roce 2007 krátkou dobu ministrem životního prostředí.

## Politické vize
Strana prosazuje především zájmy ochrany životního prostředí. Volá po ekologické dani na fosilní paliva, na odstoupení Argentiny od využívání jaderné energie. Prosazuje podporu výroby energie z obnovitelných zdrojů energie, upřednostňuje využívání veřejné dopravy a snaží se směřovat Argentinu k systému udržitelného sociálně-tržního hospodářství. Odmítá využívání armády pro řešení vnitrostátních krizí. Požaduje demokratizaci zdravotního systému, dekriminalizaci měkkých drog, podporu decentralizované a nezávislé kultury a posílení práv žen.
Ve volbách v Buenos Aires v roce 2009 prosazovali tato témata: úspory spotřeby energií a tím snižování vlivu země na současné globální změny klimatu, prevence vzniku odpadů a recyklace odpadů, sanace špinavé řeky Riachuelo, zlepšení kvality veřejné dopravy, podpora cestovního ruchu a ochrana přírody ve městech.